# Unione Sportiva Triestina 1941-1942
Questa voce raccoglie le informazioni riguardanti l'Unione Sportiva Triestina nelle competizioni ufficiali della stagione 1941-1942.

## Divise
| Prima divisa |

## Organigramma societario
Area direttiva
- Presidente: Eolo Rossi

Area tecnica
- Allenatore: Mario Villini

## Rosa
| N. |                   | Ruolo | Calciatore        |
| -- | ----------------- | ----- | ----------------- |
|    | Italia (bandiera) | P     | Mario Cesanelli   |
|    | Italia (bandiera) | P     | Enrico Costanzo   |
|    | Italia (bandiera) | P     | Guerrino Striuli  |
|    | Italia (bandiera) | D     | Aldo Ballarin (I) |
|    | Italia (bandiera) | D     | Alfieri Sacchetti |
|    | Italia (bandiera) | D     | Ruggero Salar     |
|    | Italia (bandiera) | D     | Angelo Scapin     |
|    | Italia (bandiera) | C     | Emilio Ferrari    |
|    | Italia (bandiera) | C     | Giuseppe Grezar   |
|    | Italia (bandiera) | C     | Piero Pasinati    |
|    | Italia (bandiera) | C     | Cesare Presca     |

| N. |                   | Ruolo | Calciatore            |
| -- | ----------------- | ----- | --------------------- |
|    | Italia (bandiera) | C     | Enrico Radio          |
|    | Italia (bandiera) | C     | Emilio Rancilio       |
|    | Italia (bandiera) | C     | Antonio Sessa         |
|    | Italia (bandiera) | A     | Ermenegildo Andrian   |
|    | Italia (bandiera) | A     | Dino Antonini         |
|    | Italia (bandiera) | A     | Francesco Cergoli     |
|    | Italia (bandiera) | A     | Remo Costa            |
|    | Italia (bandiera) | A     | Lodovico De Filippis  |
|    | Italia (bandiera) | A     | Aldo Sacco            |
|    | Italia (bandiera) | A     | Giuliano Tagliasacchi |
|    | Italia (bandiera) | A     | Mario Tosolini        |

## Risultati

### Serie A

#### Girone di andata
| Trieste 25 ottobre 1941 | Triestina        | 0 – 0 | Lazio | Stadio Littorio\| Arbitro: \| Moretti (Genova) \| |
| Arbitro:                | Moretti (Genova) |       |       |                                                   |

| Arbitro: | Dellarole (Vercelli) |

|              |           |              |
| Candiani 45’ | Marcatori | 63’ Tosolini |

| Arbitro: | Fois (Roma) |

|                                                     |           |           |
| Pasinati 1’, 70’, 77’ Tosolini 80’ Tagliasacchi 89’ | Marcatori | 18’ Viani |

| Arbitro: | Mattea (Torino) |

|  |           |                  |
|  | Marcatori | 34’ Tagliasacchi |

| Arbitro: | Dattilo (Roma) |

|                  |           |  |
| Tagliasacchi 60’ | Marcatori |  |

| Arbitro: | Scotto (Savona) |

|                             |           |  |
| Arcari IV 42’ Reguzzoni 71’ | Marcatori |  |

| Arbitro: | Dattilo (Roma) |

|                                            |           |  |
| Tosolini 22’ Tagliasacchi 60’ Pasinati 68’ | Marcatori |  |

| Genova 14 dicembre 1941 | Genova 1893     | 0 – 0 | Triestina | Stadio Luigi Ferraris\| Arbitro: \| Mattea (Torino) \| |
| Arbitro:                | Mattea (Torino) |       |           |                                                        |

| Trieste 21 dicembre 1941 | Triestina          | 0 – 0 | Roma | Stadio Littorio\| Arbitro: \| Scorzoni (Bologna) \| |
| Arbitro:                 | Scorzoni (Bologna) |       |      |                                                     |

| Arbitro: | Curradi (Firenze) |

|                       |           |                              |
| Boffi 41’ Bollano 49’ | Marcatori | 16’ Tosolini 50’ De Filippis |

| Trieste 4 gennaio 1942 | Triestina                   | 0 – 0 | Atalanta | Stadio Littorio\| Arbitro: \| Ciamberlini (Sampierdarena) \| |
| Arbitro:               | Ciamberlini (Sampierdarena) |       |          |                                                              |

| Arbitro: | Galeati (Bologna) |

|                         |           |  |
| Pernigo 20’ Alberti 51’ | Marcatori |  |

| Arbitro: | Fois (Roma) |

|                     |           |                  |
| Rallo 63’ Suppi 80’ | Marcatori | 81’ Tagliasacchi |

| Arbitro: | Biancone (Roma) |

|                  |           |                                        |
| Tagliasacchi 82’ | Marcatori | 21’ Gabetto 41’ Baldi III 79’ Menti II |

| Arbitro: | Limido (Milano) |

|                      |           |                           |
| Meroni 2’ Parvis 32’ | Marcatori | 47’ Tosolini 70’ Pasinati |

#### Girone di ritorno
| Arbitro: | Moretti (Genova) |

|                                               |           |  |
| Pisa I 22’, 38’, 46’ Piola 30’ Puccinelli 44’ | Marcatori |  |

| Trieste 22 febbraio 1942 | Triestina         | 0 – 0 | Ambrosiana-Inter | Stadio Littorio\| Arbitro: \| Zelocchi (Modena) \| |
| Arbitro:                 | Zelocchi (Modena) |       |                  |                                                    |

| Arbitro: | Donati (Milano) |

|            |           |  |
| Grassi 13’ | Marcatori |  |

| Arbitro: | Fois (Roma) |

|            |           |          |
| Grezar 44’ | Marcatori | 50’ Neri |

| Arbitro: | Curradi (Firenze) |

|  |           |                 |
|  | Marcatori | 68’ De Filippis |

| Arbitro: | Dattilo (Roma) |

|                     |           |  |
| Andreolo 66’ (aut.) | Marcatori |  |

| Arbitro: | Galeati (Bologna) |

|            |           |  |
| Lushta 44’ | Marcatori |  |

| Arbitro: | Scorzoni (Bologna) |

|                                   |           |            |
| Ballarin I 44’ Allasio 41’ (aut.) | Marcatori | 10’ Ispiro |

| Roma 3 maggio 1942 | Roma               | 0 – 0 | Triestina | Stadio Nazionale del PNF\| Arbitro: \| Bernardi (Bologna) \| |
| Arbitro:           | Bernardi (Bologna) |       |           |                                                              |

| Arbitro: | Fois (Roma) |

|                                   |           |                                |
| Grezar 51’ (rig.) De Filippis 54’ | Marcatori | 43’ Cappello IV 78’ Todeschini |

| Arbitro: | Francini (Viareggio) |

|                    |           |              |
| Gaddoni 29’ (rig.) | Marcatori | 67’ Rancilio |

| Arbitro: | Zelocchi (Modena) |

|                             |           |                         |
| Grezar 44’ Tagliasacchi 89’ | Marcatori | 57’ Loik II 77’ Pernigo |

| Arbitro: | Fois (Roma) |

|                              |           |  |
| De Filippis 44’ Tosolini 60’ | Marcatori |  |

| Arbitro: | Ciamberlini (Sampierdarena) |

|                  |           |  |
| Gabetto 26’, 30’ | Marcatori |  |

| Arbitro: | Coletti (Treviso) |

|  |           |              |
|  | Marcatori | 35’ Castelli |

### Coppa Italia

#### Primo turno
| Arbitro: | Moretti (Genova) |

|                                                     |           |                  |
| Ballarin I 27’ (aut.) Viani 38’, 89’ Zidarich I 66’ | Marcatori | 41’ Tagliasacchi |

## Statistiche

### Statistiche di squadra
| Competizione | Punti | In casa | In casa | In casa | In casa | In casa | In casa | In trasferta | In trasferta | In trasferta | In trasferta | In trasferta | In trasferta | Totale | Totale | Totale | Totale | Totale | Totale | DR |
| Competizione | Punti | G       | V       | N       | P       | Gf      | Gs      | G            | V            | N            | P            | Gf           | Gs           | G      | V      | N      | P      | Gf     | Gs     | DR |
| ------------ | ----- | ------- | ------- | ------- | ------- | ------- | ------- | ------------ | ------------ | ------------ | ------------ | ------------ | ------------ | ------ | ------ | ------ | ------ | ------ | ------ | -- |
| Serie A      | 29    | 15      | 6       | 7       | 2       | 20      | 11      | 15           | 2            | 6            | 7            | 9            | 21           | 30     | 8      | 13     | 9      | 29     | 32     | -3 |
| Coppa Italia |       | -       | -       | -       | -       | -       | -       | 1            | 0            | 0            | 1            | 1            | 4            | 1      | 0      | 0      | 1      | 1      | 4      | -3 |
| Totale       | -     | 15      | 6       | 7       | 2       | 20      | 11      | 16           | 2            | 6            | 8            | 10           | 25           | 31     | 8      | 9      | 10     | 30     | 36     | -6 |

### Statistiche dei giocatori[2]
| Giocatore       | Serie A  | Serie A | Coppa Italia | Coppa Italia | Totale   | Totale |
| Giocatore       | Presenze | Reti    | Presenze     | Reti         | Presenze | Reti   |
| --------------- | -------- | ------- | ------------ | ------------ | -------- | ------ |
| E. Andrian      | 5        | 0       | -            | -            | 5        | 0      |
| D. Antonini     | -        | -       | 1            | 0            | 1        | 0      |
| A. Ballarin (I) | 27       | 1       | 1            | 0            | 28       | 1      |
| F. Cergoli      | 8        | 0       | -            | -            | 8        | 0      |
| M. Cesanelli    | -        | -       | 1            | -4           | 1        | -4     |
| R. Costa        | 5        | 0       | -            | -            | 5        | 0      |
| E. Costanzo     | 4        | -8      | -            | -            | 4        | -8     |
| L. De Filippis  | 26       | 4       | -            | -            | 26       | 4      |
| E. Ferrari      | 7        | 0       | -            | -            | 7        | 0      |
| G. Grezar       | 28       | 3       | 1            | 0            | 29       | 3      |
| P. Pasinati     | 29       | 5       | 1            | 0            | 30       | 5      |
| C. Presca       | -        | -       | 1            | 0            | 1        | 0      |
| E. Radio        | 14       | 0       | -            | -            | 14       | 0      |
| E. Rancilio     | 26       | 1       | 1            | 0            | 27       | 1      |
| A. Sacchetti    | 2        | 0       | -            | -            | 2        | 0      |
| A. Sacco        | 7        | 0       | 1            | 0            | 8        | 0      |
| R. Salar        | 29       | 0       | 1            | 0            | 30       | 0      |
| A. Scapin       | 26       | 0       | 1            | 0            | 27       | 0      |
| A. Sessa        | 2        | 0       | -            | -            | 2        | 0      |
| G. Striuli      | 26       | -24     | -            | -            | 26       | -24    |
| G. Tagliasacchi | 30       | 7       | 1            | 1            | 31       | 8      |
| M. Tosolini     | 29       | 6       | -            | -            | 29       | 6      |